# Пехи (Люблінське воєводство)
Пехи (пол. Piechy) — село в Польщі, у гміні Подедвуже Парчівського повіту Люблінського воєводства. Населення — 86 осіб (2011).

## Історія
За даними етнографічної експедиції 1869—1870 років під керівництвом Павла Чубинського, у селі переважно проживали римо-католики, меншою мірою — греко-католики, які розмовляли українською мовою.
У 1975—1998 роках село належало до Білопідляського воєводства.

## Демографія
Демографічна структура станом на 31 березня 2011 року:
|          | Загалом | Допрацездатний вік | Працездатний вік | Постпрацездатний вік |
| -------- | ------- | ------------------ | ---------------- | -------------------- |
| Чоловіки | 47      | 12                 | 30               | 5                    |
| Жінки    | 39      | 5                  | 22               | 12                   |
| Разом    | 86      | 17                 | 52               | 17                   |